# Blonay

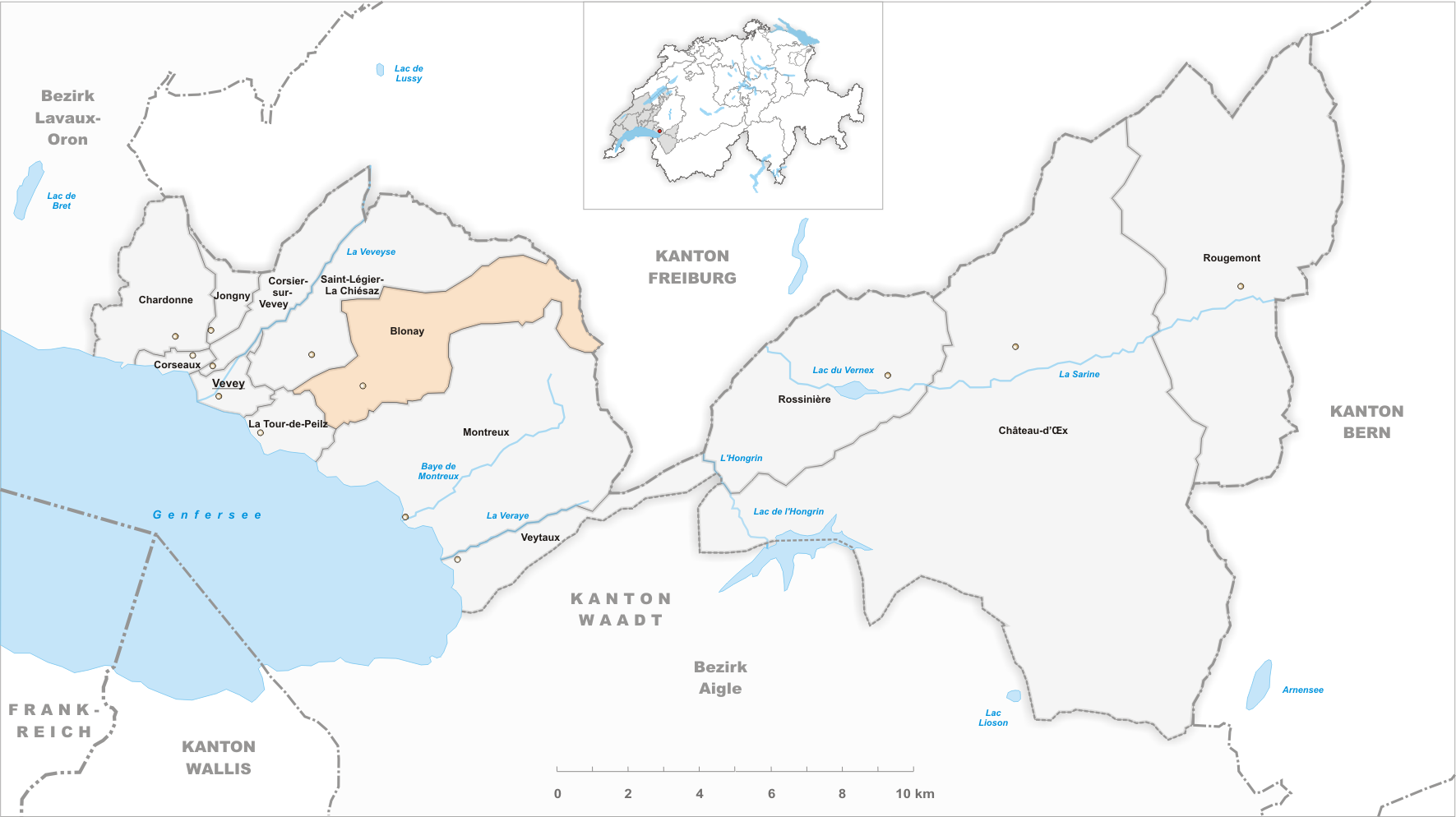
Gemeindestand vor der Fusion am 1. Januar 2022

Blonay mit den Quartieren Tercier und Cojonnex ist eine Ortschaft in der politischen Gemeinde Blonay – Saint-Légier im Bezirk Riviera-Pays-d’Enhaut oberhalb Vevey und Montreux an der Waadtländer Riviera im Kanton Waadt in der Schweiz. Am 1. Januar 2022 fusionierte Blonay mit Saint-Légier-La Chiésaz zur neuen Gemeinde Blonay – Saint-Légier.

## Geographie

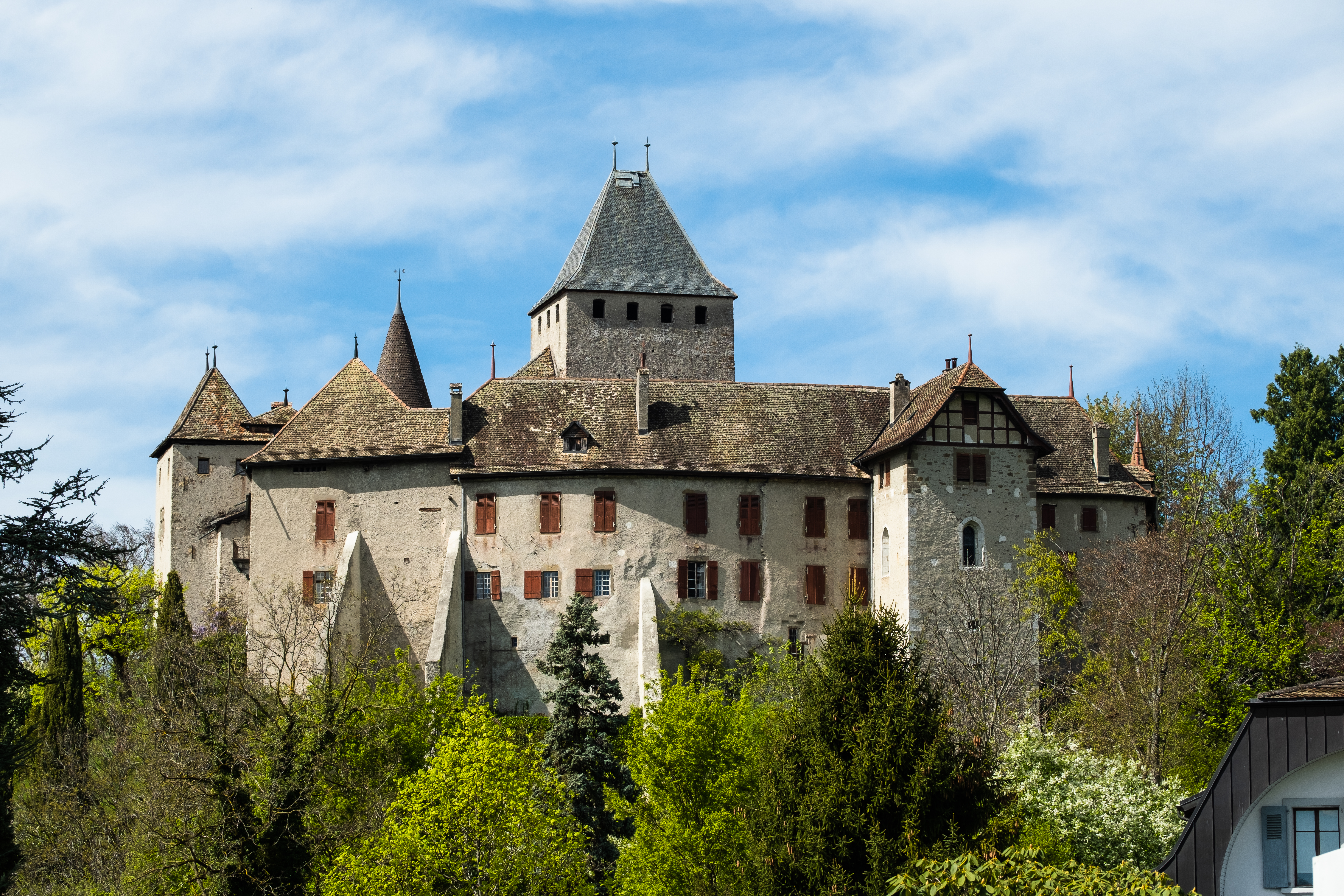
Schloss Blonay

Blonay liegt auf 618 m ü. M., 4 km östlich des Bezirkshauptortes Vevey (Luftlinie). Das Dorf erstreckt sich auf einer Geländeterrasse am Südwesthang der Pléiades, zwischen den Bachläufen von Baye de Clarens im Süden und Ognona im Norden, an aussichtsreicher Lage rund 250 m über dem Seespiegel des Genfersees, oberhalb von Vevey.
Die Fläche des 16,0 km² grossen ehemaligen Gemeindegebiets umfasst einen Abschnitt der westlichen Waadtländer Alpen. Der westlichste Gemeindeteil mit dem Dorf Blonay liegt in den sanft gegen den Genfersee abfallenden Hängen am Fuss der Pléiades. Im Süden wird dieser Hang durch den Taleinschnitt der Baye de Clarens begrenzt. Nach Nordosten erstreckt sich der Gemeindeboden über den voralpinen Aussichtsberg Les Pléiades (1361 m ü. M.) in das stark reliefierte Gelände im Quellgebiet des Wildbachs Baye de Clarens. Die Gemeindefläche umfasst auch die von Wald und Alpweiden bedeckten Nordhänge von Le Folly (1730 m ü. M.) und Le Molard (1751 m ü. M.) und reicht bis an den Oberlauf der Veveyse de Fégire. Der höchste Punkt von Blonay wird mit 1892 m ü. M. auf Le Pila erreicht, einem Gipfel in der Kette zwischen Moléson und Rochers de Naye. Von der Gemeindefläche entfielen 1997 17 % auf Siedlungen, 45 % auf Wald und Gehölze, 35 % auf Landwirtschaft und etwas mehr als 3 % war unproduktives Land.
Zur ehemaligen politischen Gemeinde Blonay mit den Quartieren Tercier und Cojonnex, gehören auch die Siedlungen Tusinge (720 m ü. M.) und Les Chevalleyres (758 m ü. M.) oberhalb des Dorfes, Ondallaz (1090 m ü. M.) und Lally (1241 m ü. M.) am Süd- und Südosthang der Pléiades sowie zahlreiche Einzelhöfe, Alpsiedlungen und Ferienhäuser. Nachbargemeinden von Blonay sind Montreux, La Tour-de-Peilz und Saint-Légier-La Chiésaz im Kanton Waadt sowie Châtel-Saint-Denis und Haut-Intyamon im Kanton Freiburg.

## Bevölkerung
| Bevölkerungsentwicklung | Bevölkerungsentwicklung |
| Jahr                    | Einwohner               |
| ----------------------- | ----------------------- |
| 1850                    | 832                     |
| 1900                    | 1048                    |
| 1910                    | 1177                    |
| 1930                    | 1247                    |
| 1950                    | 1351                    |
| 1960                    | 1482                    |
| 1970                    | 2116                    |
| 1980                    | 3109                    |
| 1990                    | 4239                    |
| 2000                    | 4695                    |

Mit 6282 Einwohnern (Stand: 31. Dezember 2021) gehörte Blonay zu den mittelgrossen Gemeinden des Kantons Waadt. Von den Bewohnern sind 82,7 % französischsprachig, 8,8 % deutschsprachig und 3,9 % englischsprachig (Stand 2000). Die Bevölkerungszahl von Blonay stieg in der ersten Hälfte des 20. Jahrhunderts langsam, aber kontinuierlich an. Seit 1960 wurde eine markante Bevölkerungszunahme verzeichnet, was zu einer Verdreifachung der Einwohnerzahl innerhalb von 40 Jahren führte. Das Siedlungsgebiet von Blonay ist heute lückenlos mit demjenigen von Saint-Légier-La Chiésaz zusammengewachsen.

## Wirtschaft
Blonay war bis zu Beginn des 20. Jahrhunderts ein vorwiegend durch die Landwirtschaft geprägtes Dorf. Mit der verbesserten Verkehrsanbindung durch die Bahnstrecke Vevey–Saint-Légier–Blonay–Chamby (1902) begann die wirtschaftliche und touristische Entwicklung.
Heute hat die Landwirtschaft mit Ackerbau, Obstbau und Weinbau in den tieferen Lagen sowie mit Milchwirtschaft und Viehzucht in den oberen Gemeindeteilen nur noch einen untergeordneten Stellenwert in der Erwerbsstruktur der Bevölkerung. An den optimal besonnten Südhängen unterhalb von Blonay wird auf rund 50 ha Weinbau betrieben. Weitere Arbeitsplätze sind im lokalen Kleingewerbe und vor allem im Dienstleistungssektor vorhanden. Das Gewerbe von Blonay ist neben den Gütern des täglichen Bedarfs auch auf den Tourismus ausgerichtet. In den letzten Jahrzehnten hat sich das Dorf dank seiner attraktiven Lage (mit Blick zu den Alpen und über den Genfersee bis zum Jura) zu einer Wohngemeinde entwickelt. Zahlreiche Erwerbstätige sind Wegpendler, die in der Region Vevey-Montreux, teilweise auch in Lausanne arbeiten.
Blonay mit seinem Schloss, dem Aussichtspunkt Les Pléiades und der Museumseisenbahn ist ein beliebtes Ziel für Tagestourismus. Im Winter wird am Hang der Pléiades Ski- und Langlauf betrieben.

## Verkehr

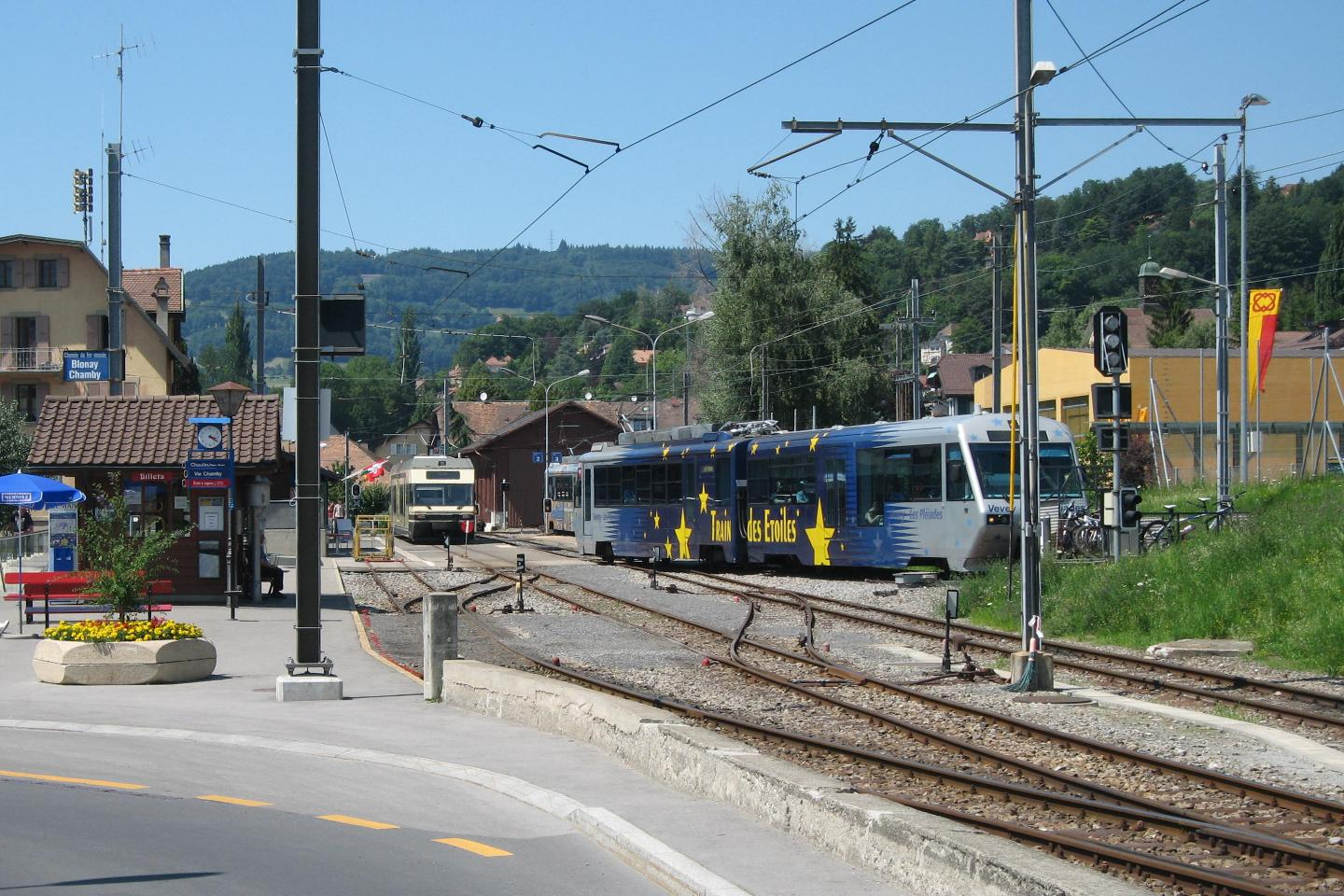
Bahnhof Blonay der Transports Montreux–Vevey–Riviera (MVR) und der Museumsbahn Blonay–Chamby (BC)

Die Gemeinde ist verkehrstechnisch gut erschlossen und sowohl von Vevey als auch von Montreux erreichbar. Die nächsten Autobahnanschlüsse an die 1970 eröffnete Autobahn A9 (Lausanne–Sion), welche das Gemeindegebiet durchquert, befinden sich bei Vevey (im Westen) und bei Montreux (im Osten), jeweils rund zwei Kilometer vom Ortskern entfernt.
Am 1. Oktober 1902 wurde die meterspurige Bahnstrecke Vevey–Saint-Légier–Blonay–Chamby durch die damalige Chemins de fer électriques Veveysans (CEV) mit mehreren Haltestellen im Ort eröffnet. Am 8. Juli 1911 folge die Eröffnung der ebenfalls meterspurigen Bahnstrecke Blonay–Les Pléiades durch die gleichnamige ehemalige Bahngesellschaft Blonay–Les Pléiades (BP), die zunächst als reine Zahnradbahn nur zwischen Blonay und Les Pléiades verkehrte.
Am 23. November 1911 erfolgte die Eröffnung der meterspurigen Bahnstrecke Clarens–Chailly–Fontanivent–Blonay durch die Bahngesellschaft Clarens–Chailly–Blonay (CCB). Am 1. Januar 1956 übernahmen Autobusse den Betrieb und die Bahnstrecke wurde abgetragen.
Auf der Bahnstrecke Blonay–Chamby wurde am 21. Mai 1966 der Schienenverkehr ersatzlos eingestellt. Am 20. Juli 1968 wurde auf dieser Bahnstrecke die erste Museumseisenbahn der Schweiz eröffnet, die Museumsbahn Blonay–Chamby (BC).

## Geschichte
Die erste urkundliche Erwähnung des Ortes erfolgte bereits im Jahr 861 unter dem Namen Blodennaco. Später erschienen zahlreiche weitere Bezeichnungen: Bloniacum (1090), Bloniaco (1108), erstmals Blonay (1142), Blenai (1147), Blanay und Blanoi (1163), Bleniacum (1176), Blonacho (1177), Blunais (1215), Blunai (1236), Blunaium (1250) und Blognay (1330). Der Ortsname ist wahrscheinlich vom gallorömischen Personennamen Blanius abgeleitet.
Blonay war seit dem 11. Jahrhundert Mittelpunkt einer bedeutenden Herrschaft, zu der auch Saint-Légier-La Chiésaz, Vevey und Corsier gehörten. In der zweiten Hälfte des 13. Jahrhunderts wurden die Herren von Blonay Vasallen des Hauses Savoyen. Sie bekleideten fortan unter savoyischer Oberherrschaft einflussreiche Ämter in der Waadt. Herrschaft und das Schloss waren stets im Besitz der Herren von Blonay. Erst 1750 mussten sie wegen finanzieller Schwierigkeiten verkaufen. Das Schloss wurde jedoch 1806 von einem Nachkommen der Linie Blonay zurückgekauft.
Der Bischof von Lausanne schenkte die Kirche von Blonay im 12. Jahrhundert der Abtei Molesme in Frankreich. Diese richtete im Dorf ein kleines Priorat ein, das dem Priorat Saint-Sulpice unterstand. Mit der Eroberung der Waadt durch Bern im Jahr 1536 gelangte Blonay unter die Verwaltung der Vogtei Vevey. Die Reformation wurde eingeführt, das Priorat säkularisiert und seine Rechte an die Stadt Lausanne übertragen. Nach dem Zusammenbruch des Ancien Régime gehörte Blonay von 1798 bis 1803 während der Helvetik zum Kanton Léman, der anschliessend mit der Inkraftsetzung der Mediationsverfassung im Kanton Waadt aufging. 1798 wurde es dem Bezirk Vevey zugeteilt. Seit 1811 wurde eine Schwefelquelle im Quellgebiet der Baye de Clarens zum Kurbad Bains-de-l’Alliaz ausgebaut und bis zum Zweiten Weltkrieg genutzt. Ab 1953 bis zu seinem Tod 1963 lebte der Komponist und Musiker Paul Hindemith in seiner Villa La Chance in Blonay. Seit dem Tod seiner Ehefrau 1967 hat die Hindemith-Stiftung ihren Sitz in Blonay. Die Stiftung unterhält dort ein Hindemith-Musikzentrum und trägt das Hindemith-Institut in Frankfurt am Main.

## Sehenswürdigkeiten
Die Kapelle Saint-Antoine von Tercier wurde 1503 erbaut und 1981 restauriert. Aus den 1930er Jahren stammt die katholische Kapelle Sainte-Croix. Blonay gehört zur Kirchgemeinde Saint-Légier-La Chiésaz.
Herausragendes Bauwerk ist das auf einer Anhöhe nordwestlich von Blonay stehende imposante Schloss Blonay, dessen ursprüngliche Anlage aus dem 12. Jahrhundert stammt; später wurden jedoch zahlreiche Umgestaltungen vorgenommen.
Auch das Haus, die Villa La Chance, des berühmten, von 1938 bis 1940 und wieder ab 1953 in der Schweiz wohnhaft gewesenen deutschen Komponisten Paul Hindemith steht in Blonay. Es werden dort zahlreiche Kurse, Seminare und Arbeitswochen abgehalten.

## Persönlichkeiten
- Louise Odin (1836–1909), Sprachforscherin